# Guty Espadas Jr.
 (juillet 2023).
Guty Espadas Jr. est un boxeur mexicain né le 2 septembre 1974 à Merida.

## Carrière
Passé professionnel en 1992, il remporte le titre vacant de champion du monde des poids plumes WBC le 14 avril 2000 aux dépens de Luisito Espinosa. Espadas conserve son titre contre Wethya Sakuangklang puis perd le 17 février 2001 face à Erik Morales. Il met un terme à sa carrière en 2010 sur un bilan de 45 victoires et 8 défaites.

## Référence
1. ↑  (en) 2000-04-14 Guty Espadas Jr w tdec 11 Luisito Espinosa, Zamna Poliforum, Merida, Mexico - WBC (boxrec.com)